# 빈트후크 호세아 쿠타코 국제공항
빈트후크 호세아 쿠타코 국제공항(영어: Windhoek Hosea Kutako International Airport)은 나미비아의 수도인 빈트후크에 위치해 있는 공항으로 2007년 기준으로 672,582명의 승객을 처리를 했으며 2009년 기준으로 공항은 680,000명의 승객을 처리했다. 또한 같은 해 공항 현대화 공사를 완료했으며 국내선의 경우 빈트후크 에로스 공항에 취항하고 있다.

## 운항 노선

### 국제선
| 항공사          | 목적지                                                         |
| --------------- | -------------------------------------------------------------- |
| KLM             | 암스테르담                                                     |
| 카타르 항공     | 도하                                                           |
| 에티오피아 항공 | 아디스아바바                                                   |
| 에어 나미비아   | 케이프타운, 프랑크푸르트, 가보로네, 요하네스버그, 루안다, 다반 |
| 컴에어          | 요하네스버그                                                   |
| 남아프리카 항공 | 요하네스버그                                                   |
| 유로윙스        | 프랑크푸르트                                                   |
| TAAG앙골라항공  | 루안다, 루방구                                                 |

### 국내선
| 항공사        | 목적지     |
| ------------- | ---------- |
| 에어 나미비아 | 왈비스베이 |